# 小林恒
小林 恒（こばやし ひさし、1944年7月18日 - 2016年2月23日）は日本の建築家、一級建築士。株式会社小林恒建築研究所を主宰していた。

## 経歴
1944年、京都市に生まれる。1969年に日本大学を卒業し、同年安井建築設計事務所に入所。
1973年、AZInstitute環境計画研究所を設立。
1975年に小林恒建築研究所を設立し、1992年に株式会社に改組した。

## 主な作品
| 竣工年 | 名称                   | 所在地             | 構造･規模                           | 延床面積  |
| ------ | ---------------------- | ------------------ | ----------------------------------- | --------- |
| 1982年 | ALCOVE ASHIYA          | 兵庫県芦屋市       | RC造+S造・地下1階 地上4階           | 691.80㎡  |
| 1982年 | POCKET                 | 兵庫県芦屋市       | RC造・地下1階 地上4階               | 399.17㎡  |
| 1984年 | ASHIYA FLATS           | 兵庫県芦屋市       | RC造・地下1階 地上4階               | 4995.46㎡ |
| 1987年 | あみだ池 大黒 西宮工場 | 兵庫県西宮市       | RC造+S造・地上2階                   | 4580.30㎡ |
| 1989年 | 三ツ池の家             | 大阪府豊中市       | RC造・地上2階                       | 106.91㎡  |
| 1990年 | Sofa & Side Table      | 京都府京都市北区   |                                     |           |
| 1998年 | G-CUBE                 | 兵庫県神戸市東灘区 | RC造・地上3階                       | 611.98㎡  |
| 1998年 | Sunny Hill West        | 兵庫県芦屋市       | RC造・地下3階 地上6階               | 6668.03㎡ |
| 2000年 | 奥池のアトリエ         | 兵庫県芦屋市       | RC造+S造+W造・地下1階 地上2階       | 602.13㎡  |
| 2004年 | 有馬 むら玄            | 兵庫県神戸市北区   | W造+S造・地上2階（W造躯体既存流用） | 77.28㎡   |

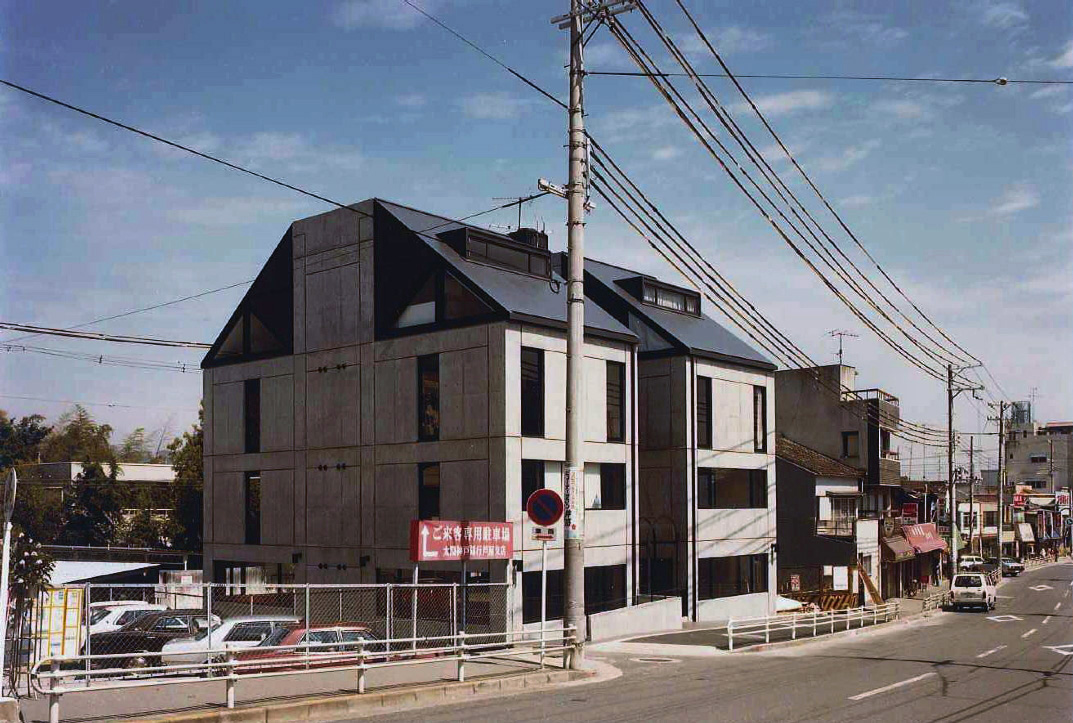
ALCOVE ASHIYA
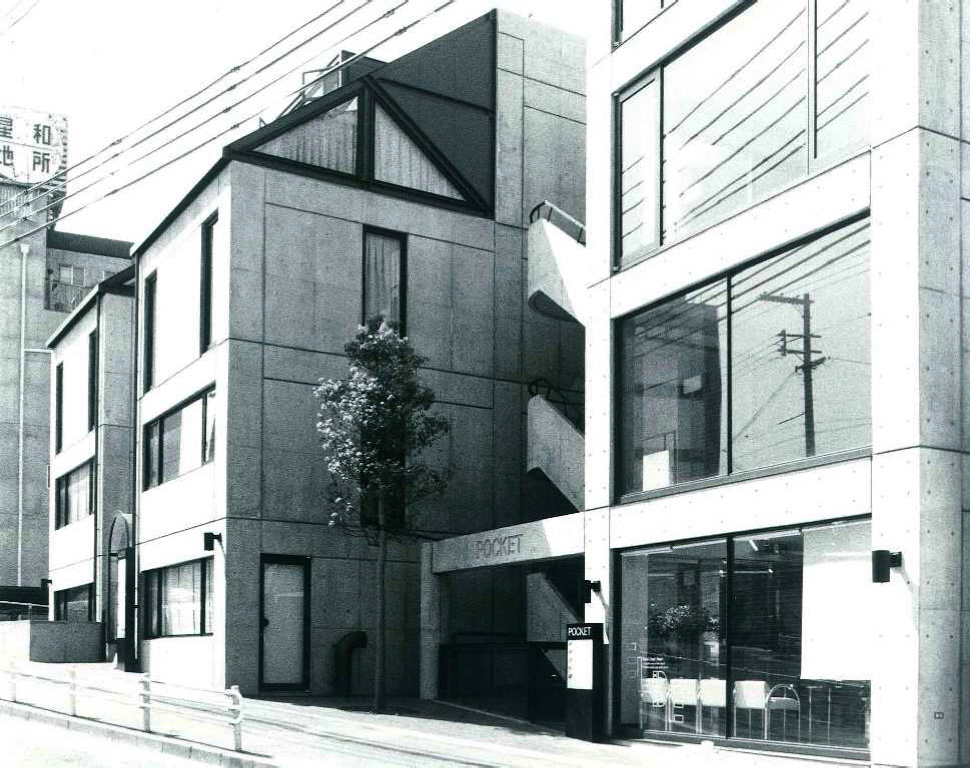
POCKET
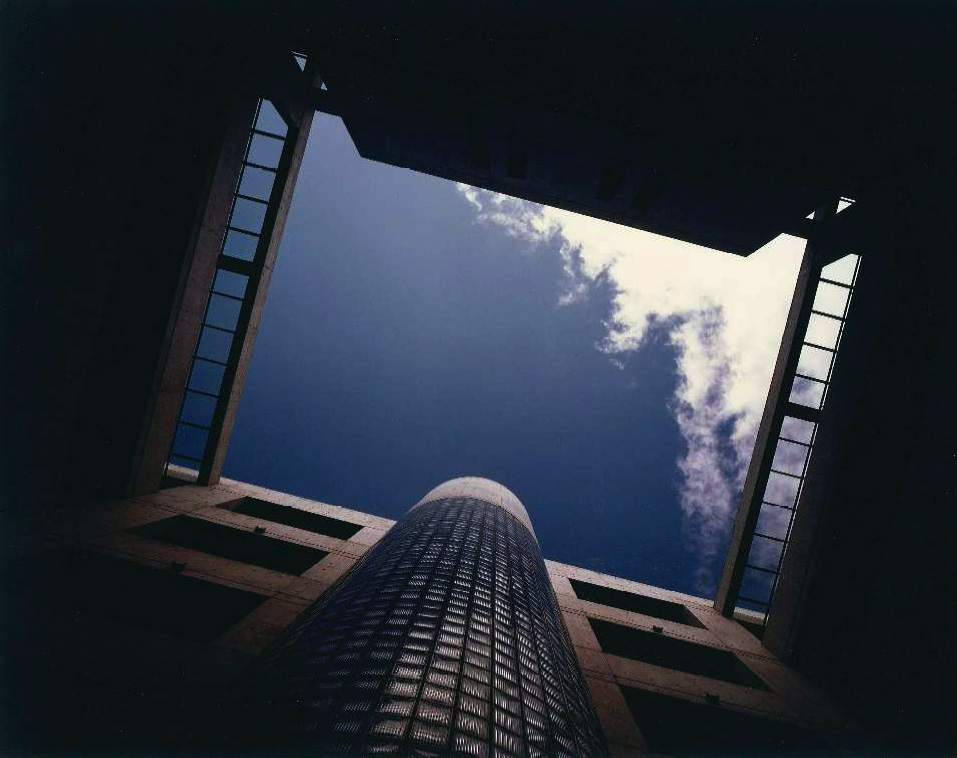
ASHIYA FLATS
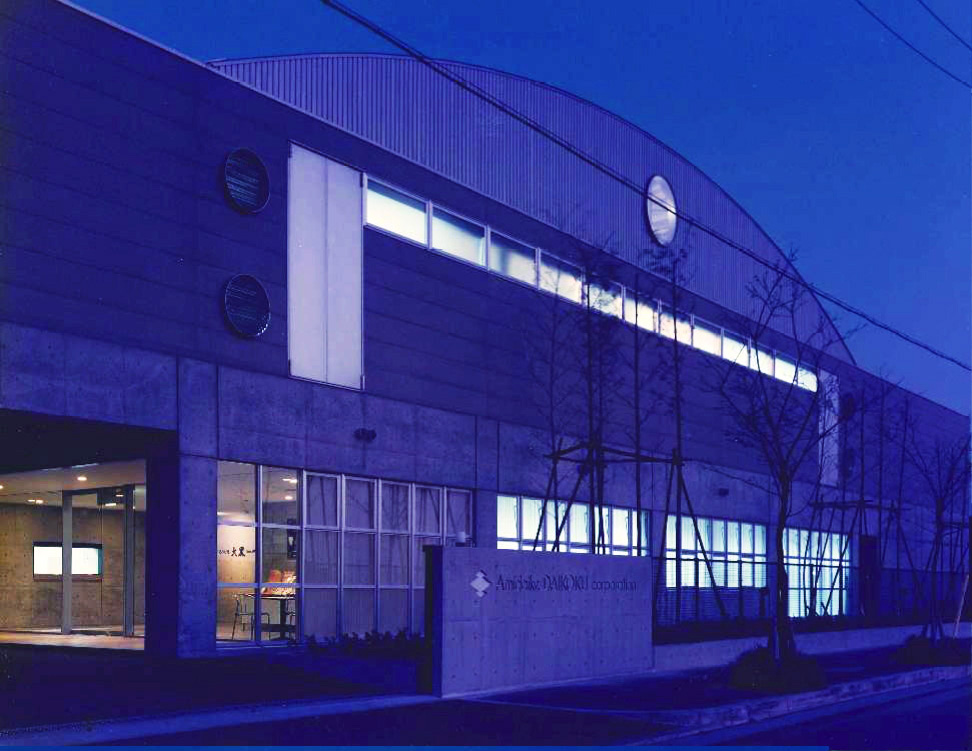
あみだ池 大黒 西宮工場
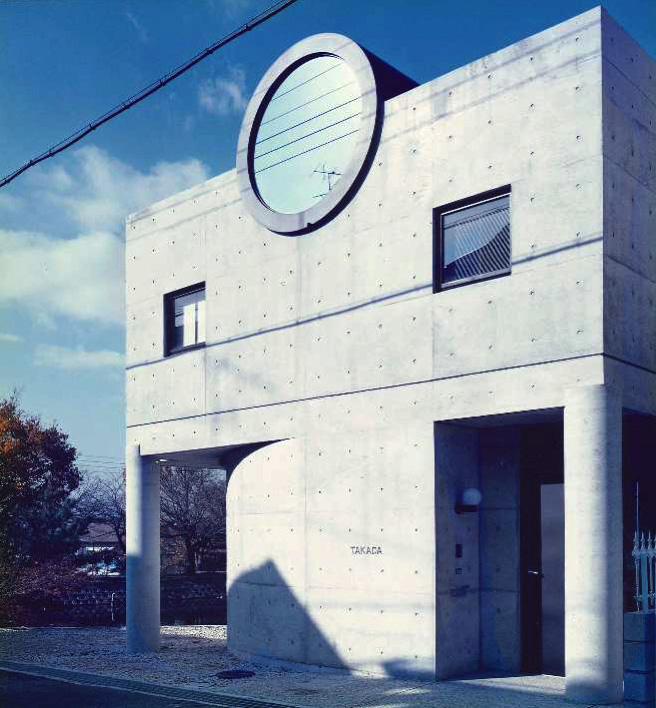
三ツ池の家
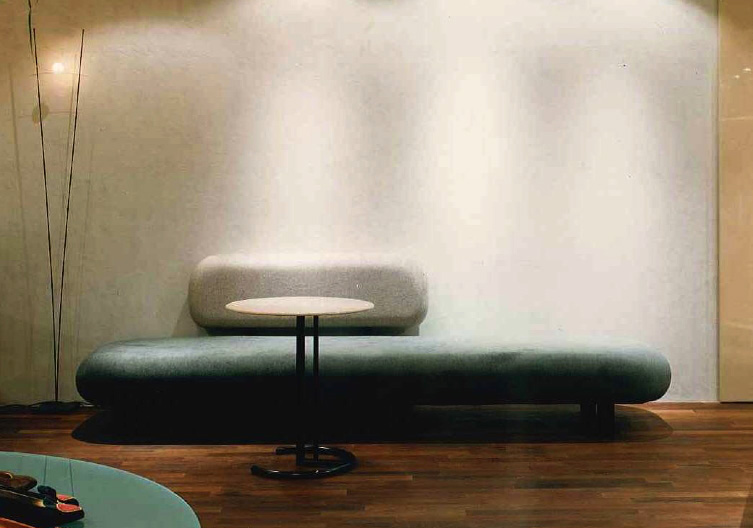
Sofa & Side Table
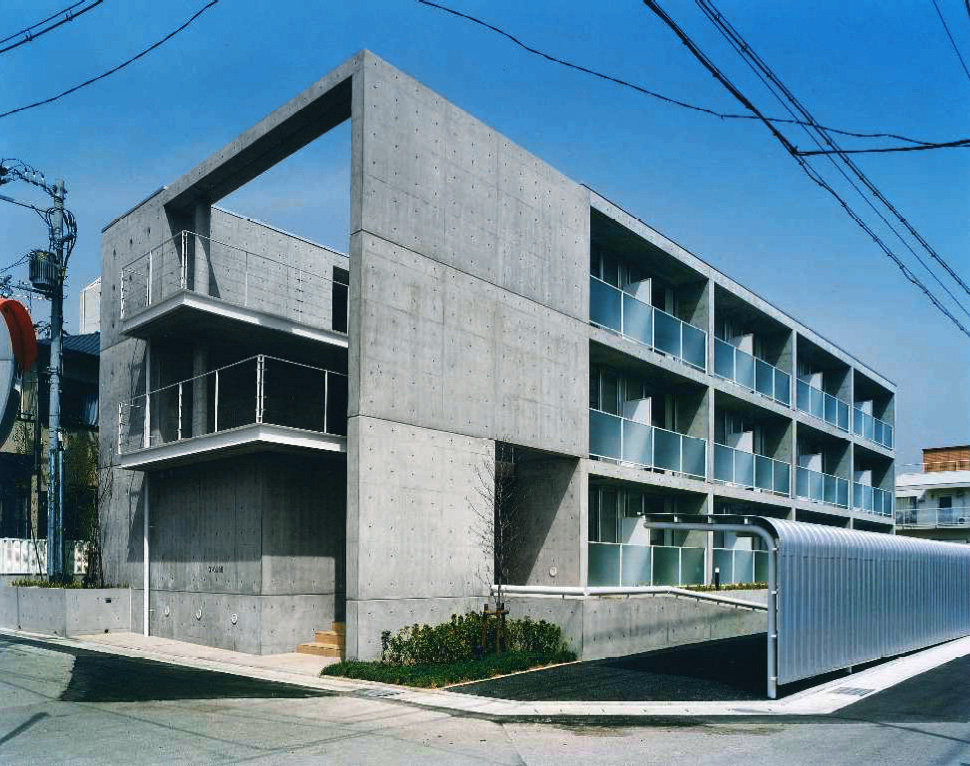
G-CUBE
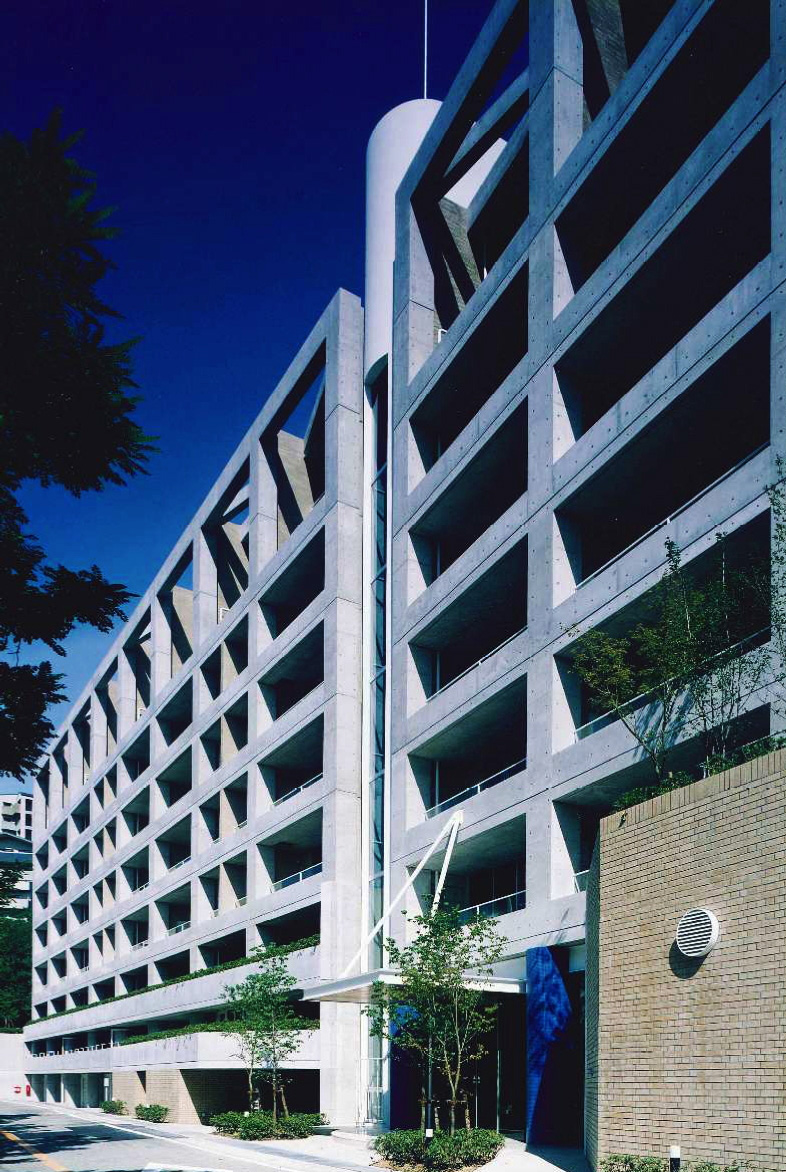
Sunny Hill West
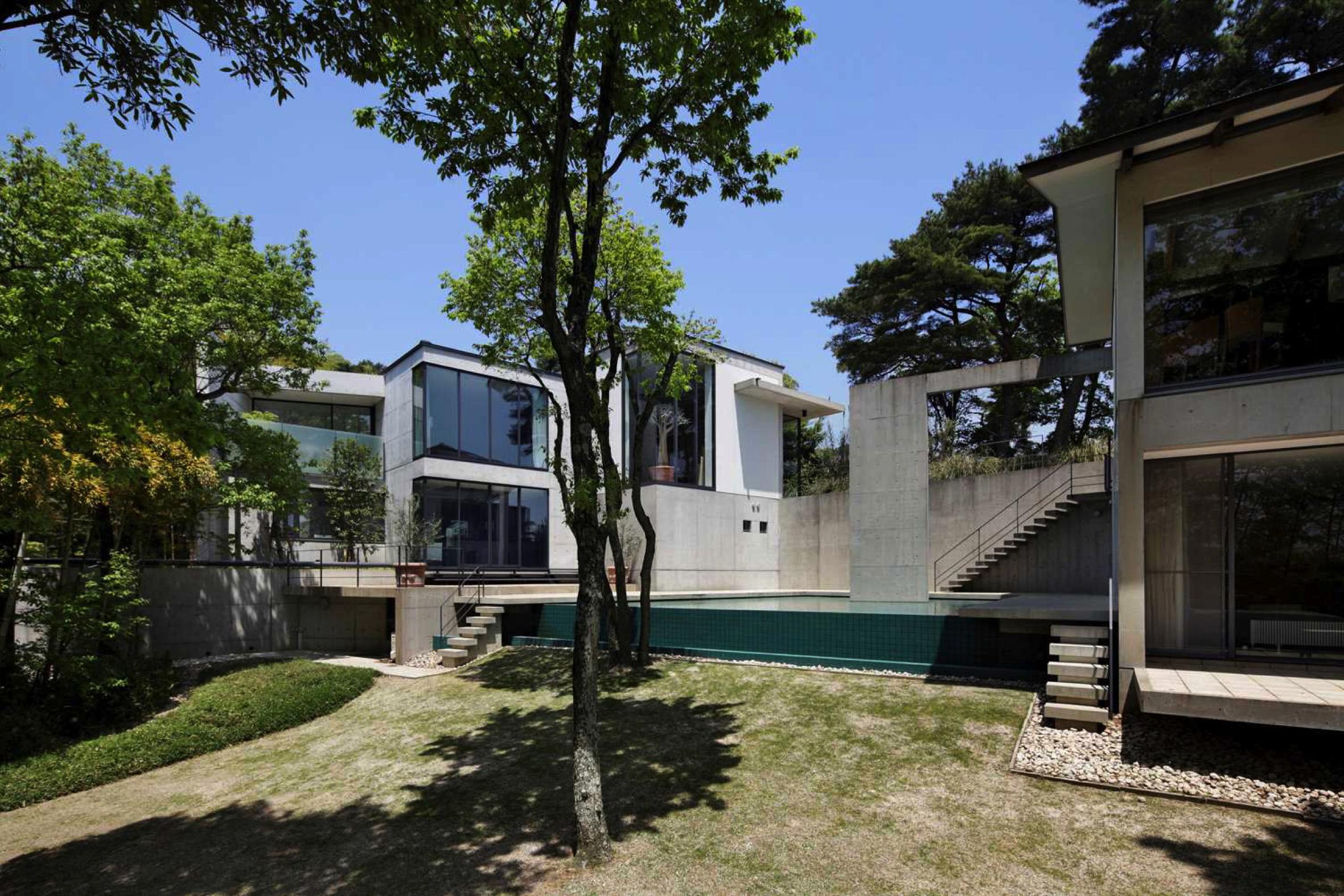
奥池のアトリエ
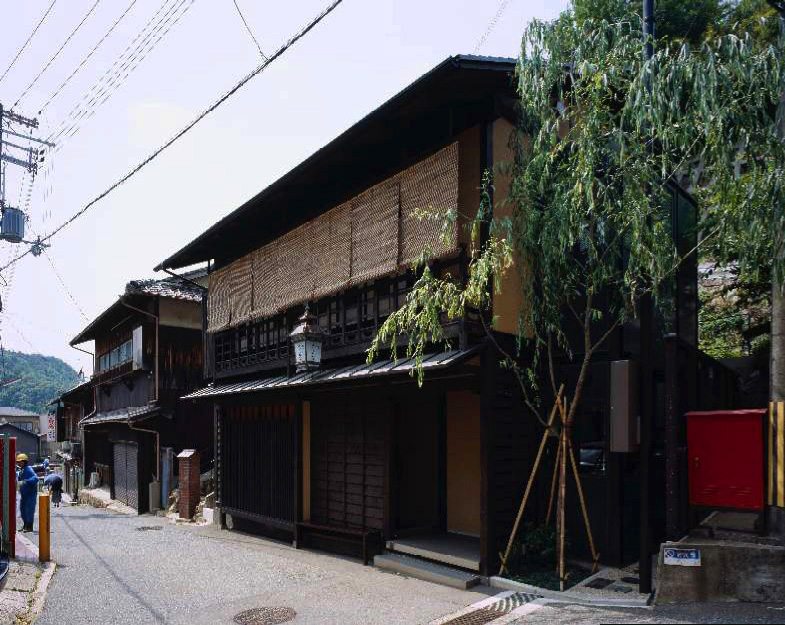
有馬 むら玄

## 受賞歴
- 1981年 NGS施工例コンテスト銅賞（ブティック ユトリロ）
- 1984年 第31回大阪建築コンクール渡辺節賞、大阪府知事賞（東住吉のコートハウス）
- 1988年 商環境デザイン賞（Cafe）
- 1992年 商環境デザイン賞（jewelry SAKAI）
- 1993年 商環境デザイン賞（Le Gourmandin）
- 1994年 第9回神戸景観・ポイント賞（White Magnolia Bild.）
- 2003年 第5回豊中都市デザイン賞（豊中BEAMS）

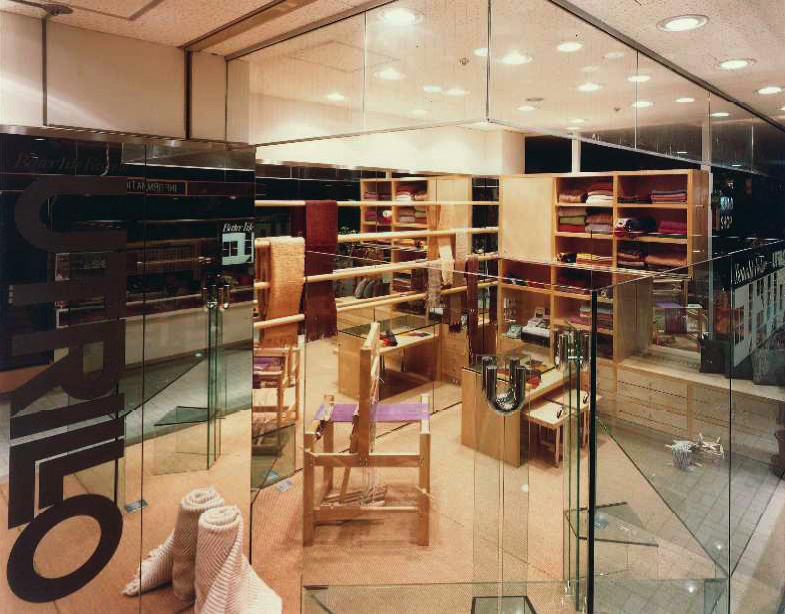
ブティック ユトリロ
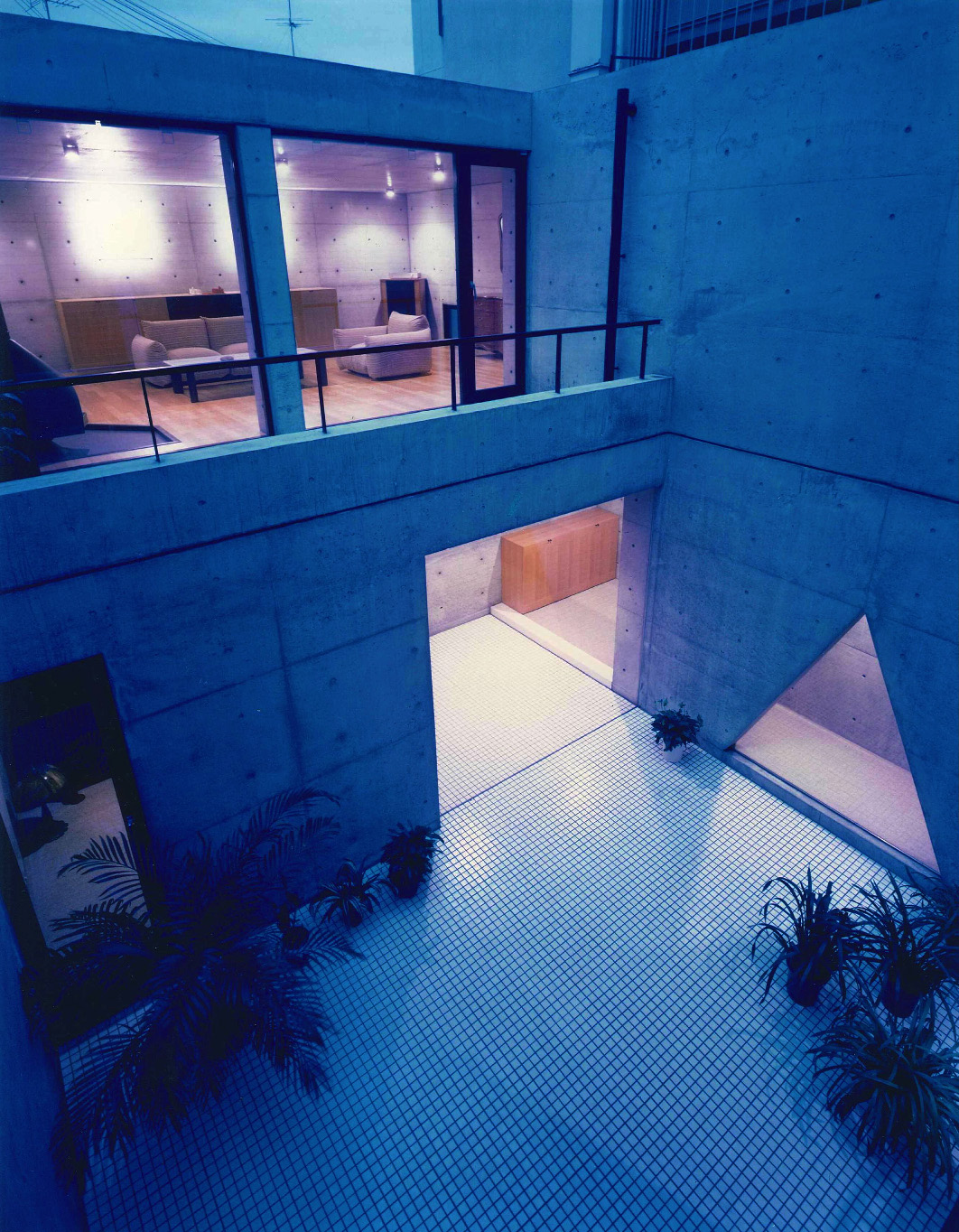
東住吉のコートハウス
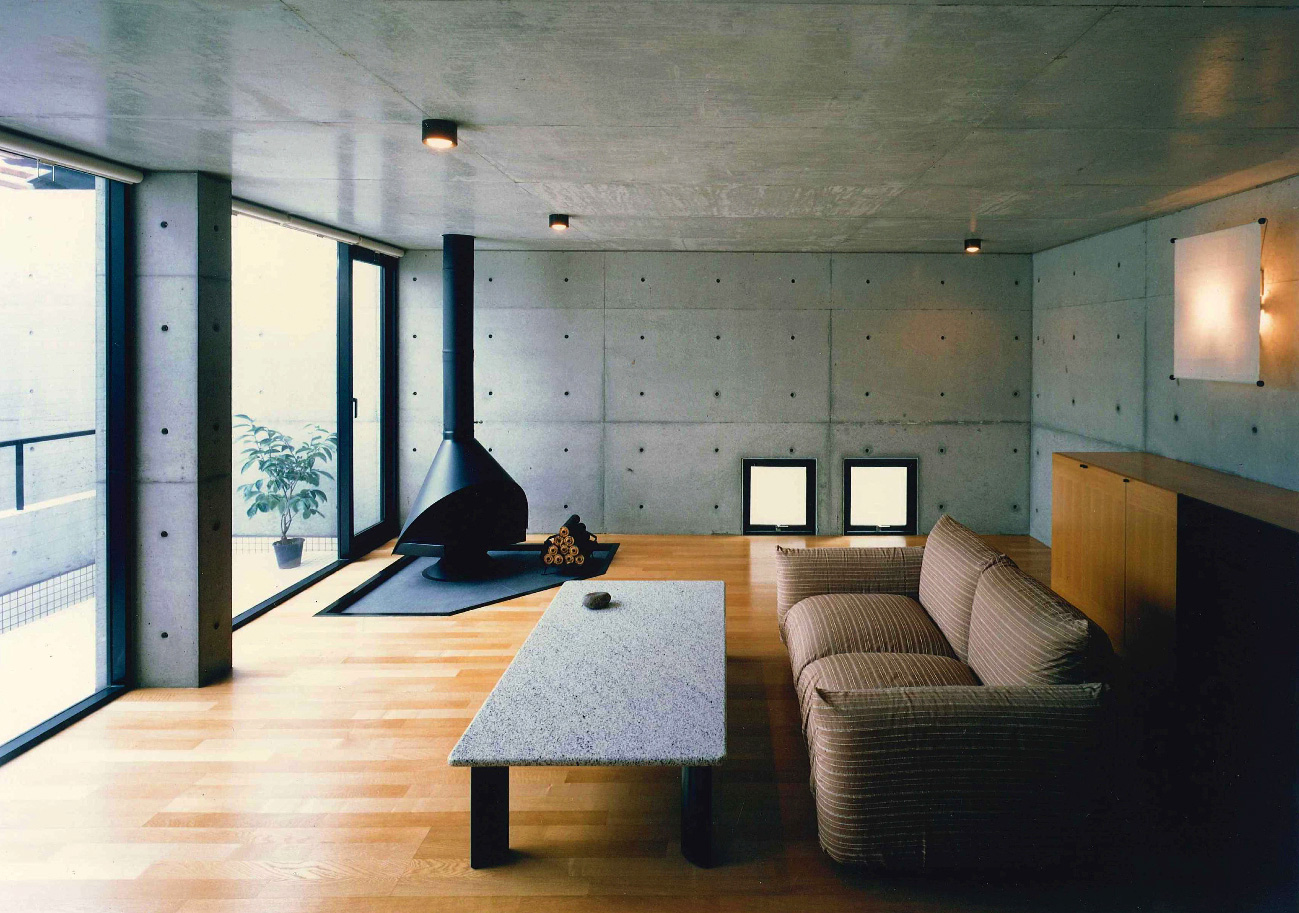
東住吉のコートハウス
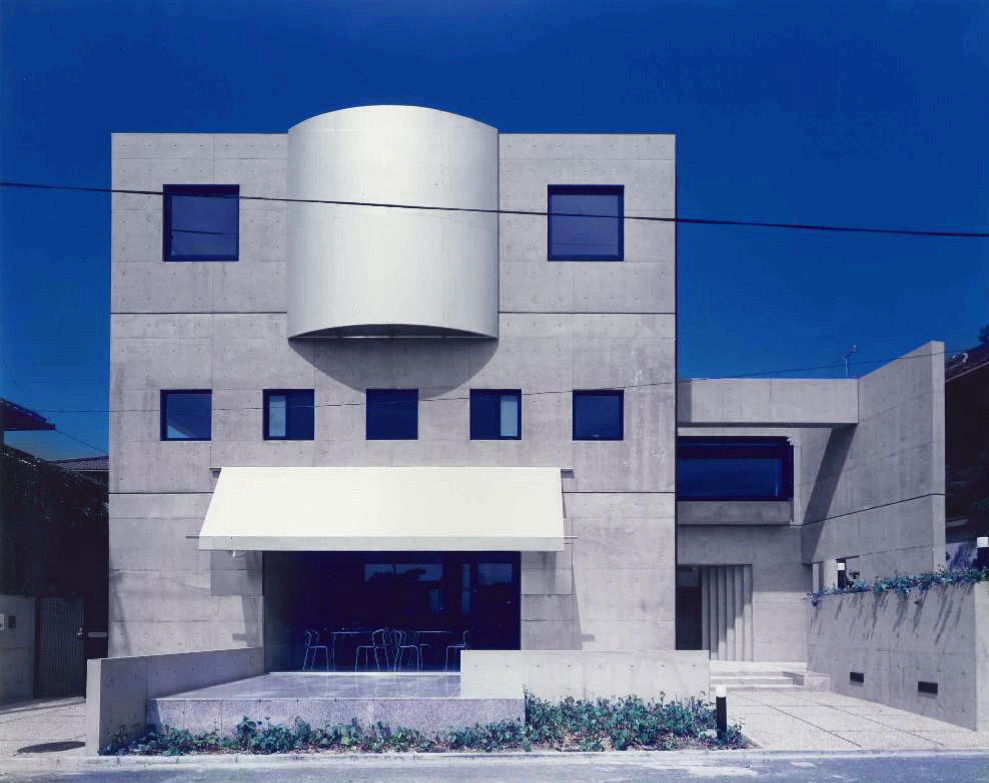
Cafe
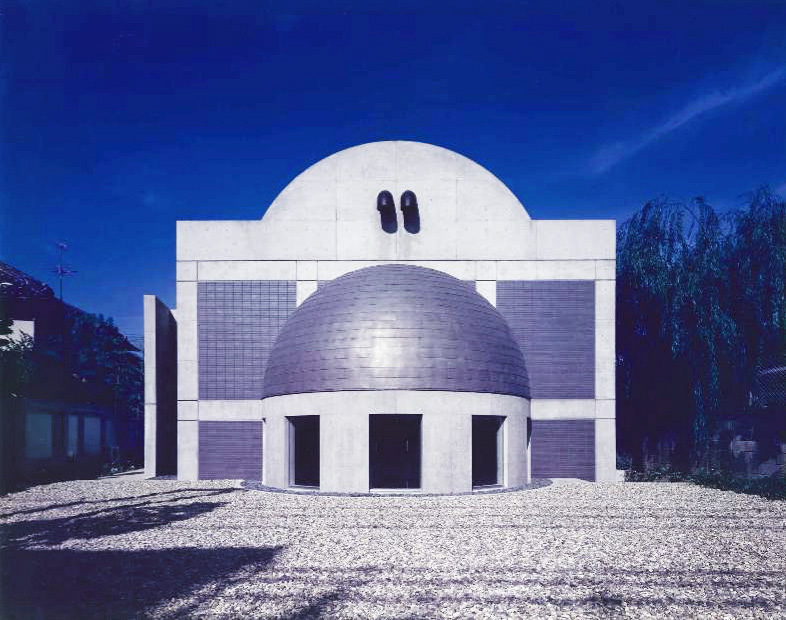
Cafe
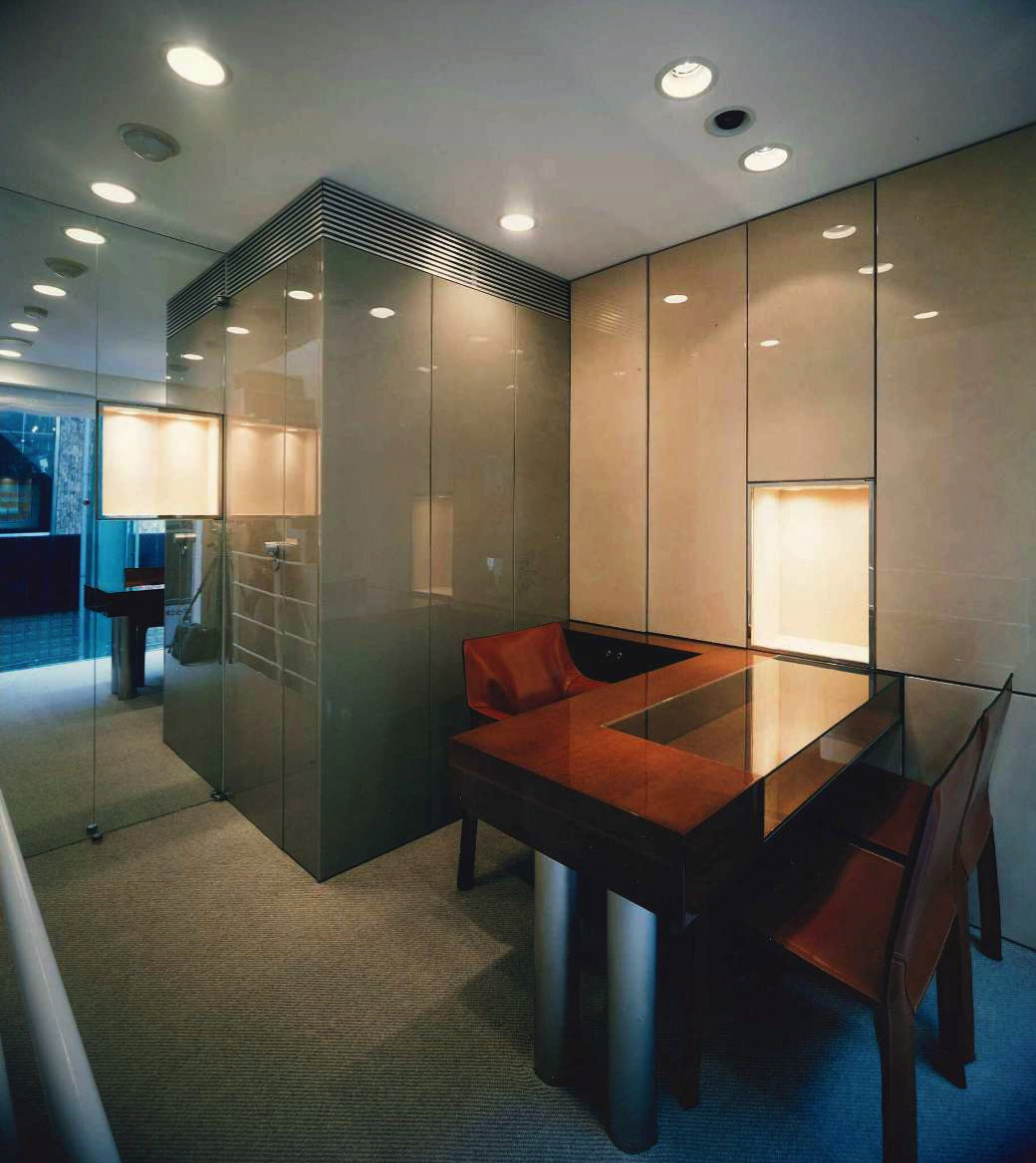
jewelry SAKAI
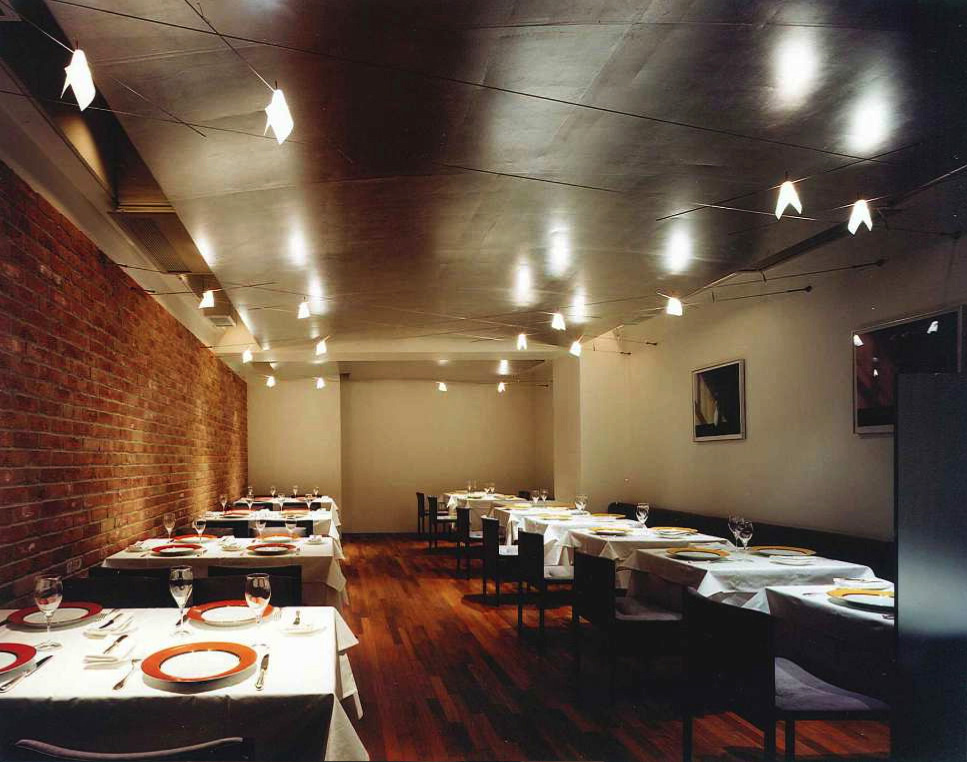
Le Gourmandin
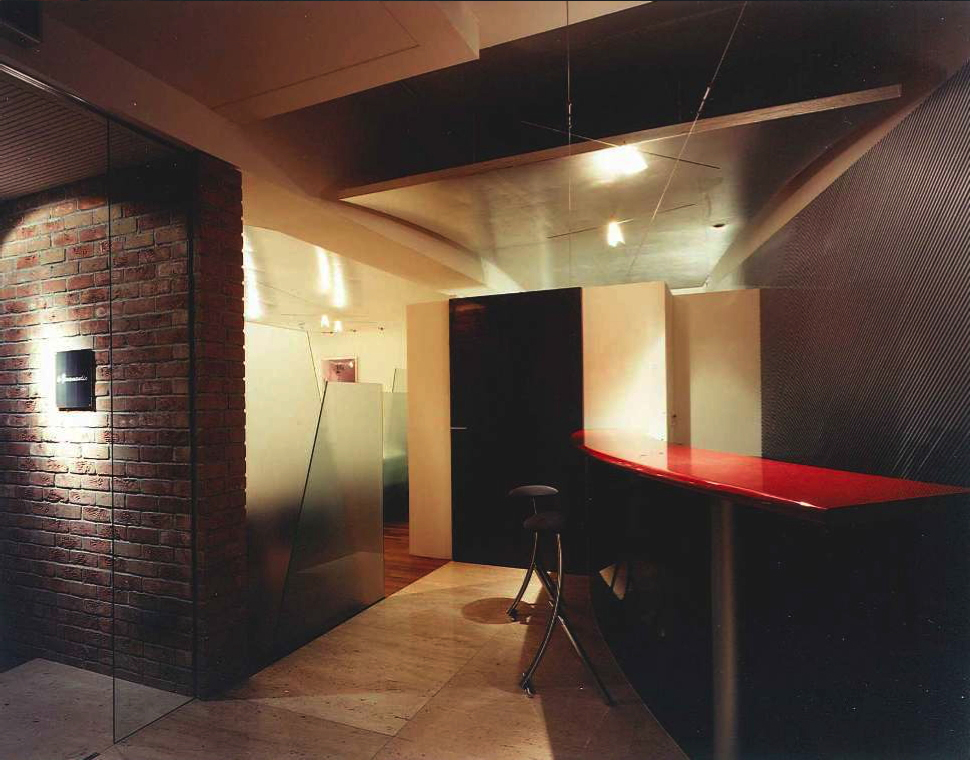
Le Gourmandin
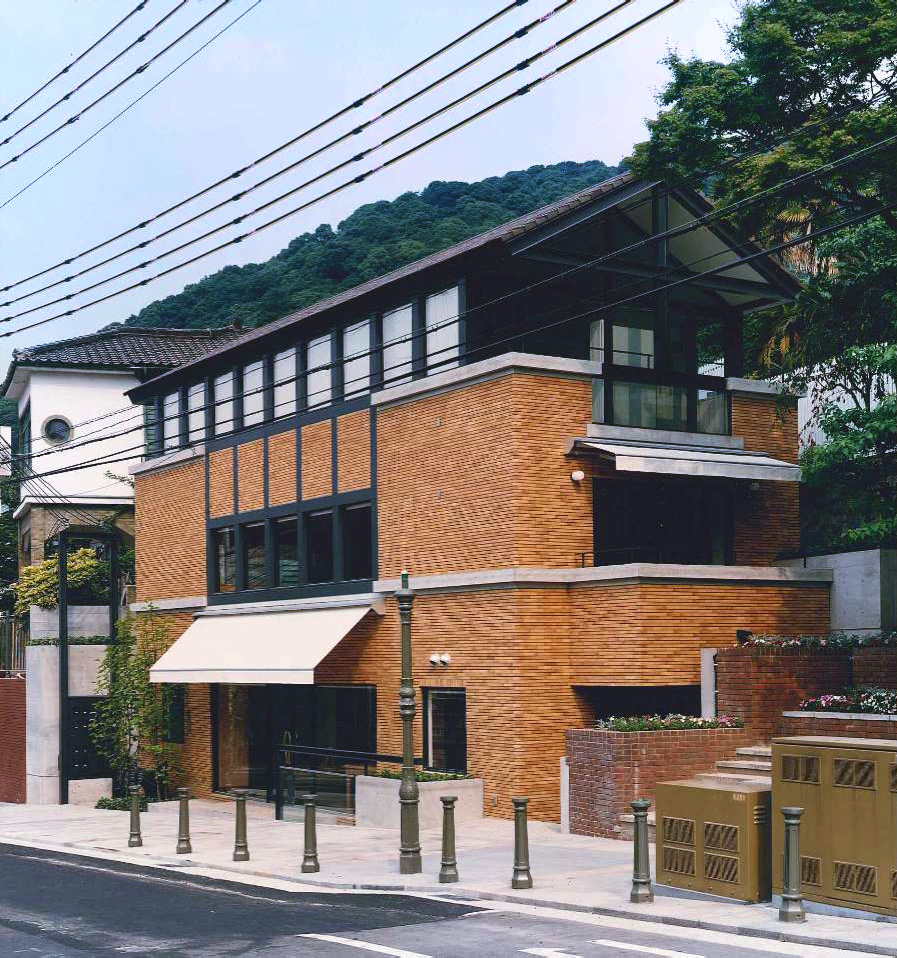
White Magnolia Bild.
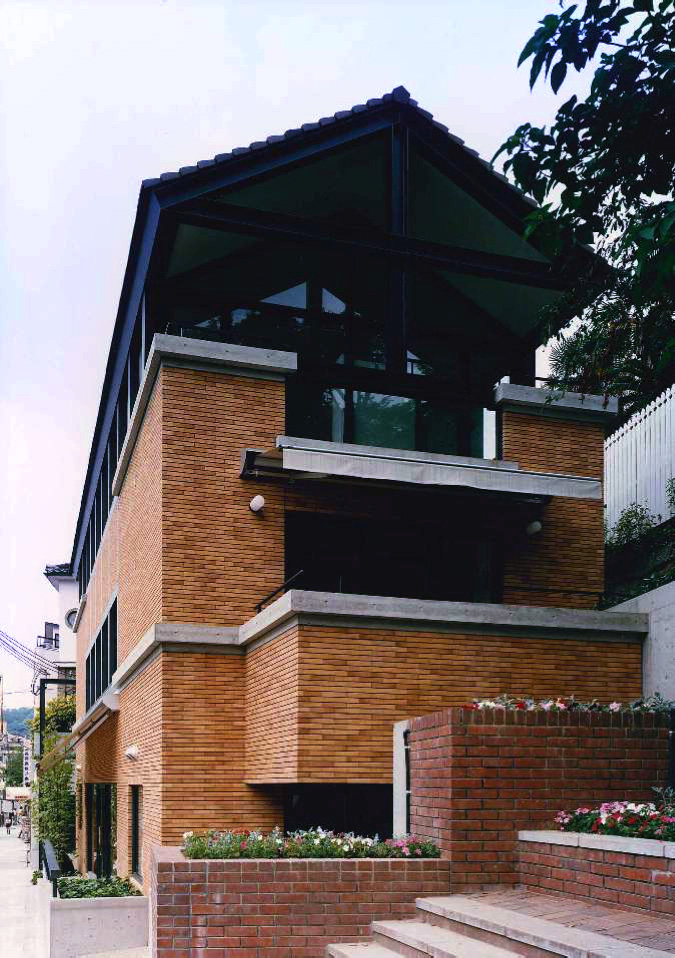
White Magnolia Bild.
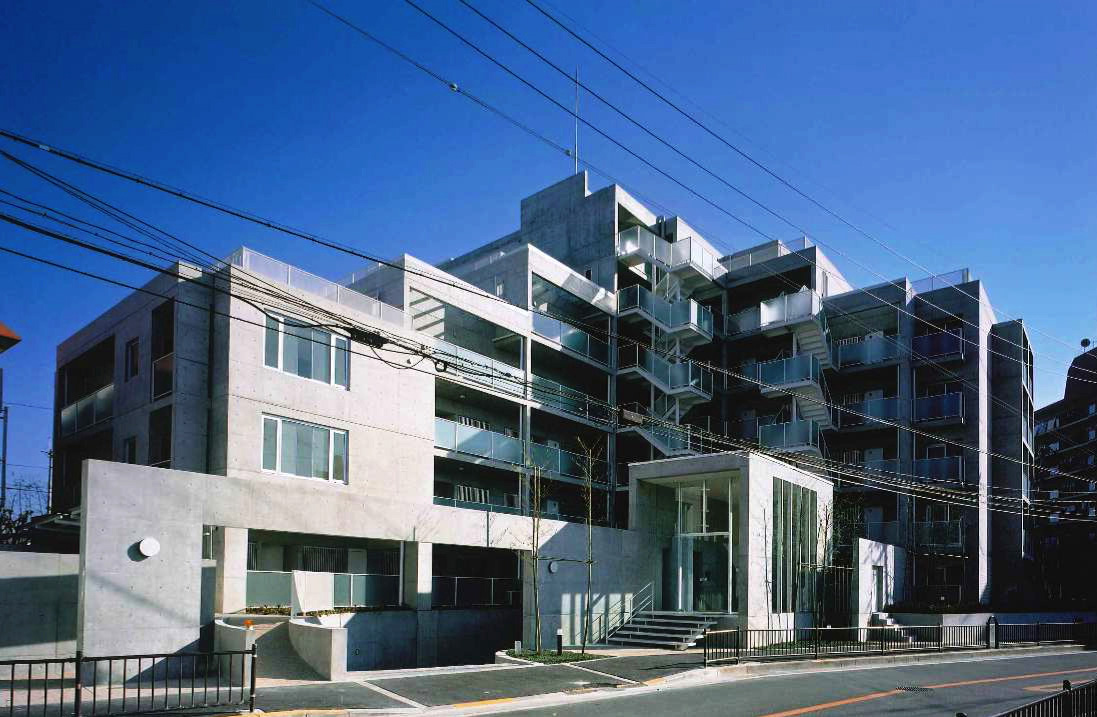
豊中BEAMS

## 論文
- 神戸の山手都市空間（『商店建築』（中小商業ビル）商店建築社、1978年）
- 集合化への系譜（『都市住宅』鹿島出版会、1981年）
- 緩衝空間序論（『都市住宅』鹿島出版会、1982年）
- 集住体における求心的緊密性（『都市住宅』鹿島出版会、1985年）
- 芦屋かいわい再考（『商業建築』（設計資料）商店建築社、1987年）
- 芦屋の再生に向けて（『建築文化』彰国社、1995年）
- 芦屋のまちづくりは今--AAネットワークの活動を通して[2]（『建築と社会』日本建築協会、1995年）

## 小林事務所経歴
●浅利ビル（創立）時代（1975〜1984）：大阪市空心町
・
・白井邸（
・中野ハウス（

●同光ビル時代（1984〜1987）：大阪市南船場
・
・シャトレ甲南（神戸市 集合住宅）
・箕面アームズ（箕面市 集合住宅）
・与力町の家   （大阪市 個人住宅）

●芦屋フラッツ時代（1987〜2016）：兵庫県芦屋市
・
・

## 元所員（五十音順）（在籍期間・在籍時代）
・今井克己（1987〜1989）芦屋フラッツ時代      ・現：アウフタクト　https://www.auftakt.jp
・小原一眞（1985〜1993）同光ビル事務所〜芦屋事務所・現：小原一眞建築事務所主宰  http://kazumaohara.web.fc2.com/index.html
・木村毅   （1988〜1998）芦屋フラッツ時代      ・現：一級建築士事務所 IAU計画研究所 主宰  https://iaukim99.exblog.jp
・熊井雅之（1988〜2016）芦屋フラッツ時代      ・現
・島義了   （1988〜1993）芦屋フラッツ時代      ・現
・中野道則（1987〜2016）芦屋フラッツ時代      ・現：アーキプラン建築研究所 代表
・宮西信宏（1995〜1998）芦屋フラッツ時代      ・現：アトリエ エスカルゴ 主宰
・皆川隆樹（1975〜0000）浅利ビル（創立）時代・現  皆川隆樹建築研究所
・山野松雄（1975〜0000）浅利ビル（創立）時代・現  山野建築計画研究所 主宰
・吉田年伸（1975〜0000）浅利ビル（創立）時代・現  International Planning Institute - 代表